# Ammutinamento nello spazio
Ammutinamento nello spazio (Mutiny in Outer Space), distribuito anche come Gli ammutinati dello spazio, è un film del 1965, diretto da Hugo Grimaldi. È una pellicola fantascientifica di produzione italo-statunitense. Fu distribuito in Italia nel 1966 da indipendenti regionali, con doppiaggio a cura della C.I.D.

## Trama
Dopo una missione spaziale che li aveva condotti sulla Luna, si ignora che i due astronauti abbiano trasportato con loro un fungo mortale. Nella base terrestre il colonnello Cromwell decide di tacere sul pericolo al che gli altri membri ammutinano. L'espansione mortale del fungo verrà poi fermata grazie al freddo.

## Critica
(Fantafilm.net)